# گلنوش خسروی
گلنوش خسروی (زادهٔ ۲۲ اردیبهشت ۱۳۸۰ در اصفهان) عضو تیم ملی فوتبال زنان ایران و باشگاه باشگاه فوتبال زنان خاتون بم است. او توانست در سن ۱۸ سالگی، پس از ۴ سال حضور درخشان در تیم ذوب آهن اصفهان عنوان جوان‌ترین لژیونر تاریخ فوتبال زنان ایران را به دست آورد و راهی لیگ برتر فوتبال زنان ترکیه شد.

## زندگی‌نامه
گلنوش خسروی در سال ۱۳۸۰ در شهر شاهین شهر اصفهان به عنوان تک فرزند خانواده زاده شد؛ او در سنین کودکی، پدر خود را از دست داد و به همراه مادر خود زندگی‌اش را دنبال کرد. خسروی از ۱۰ سالگی وارد عرصه فوتبال شد و توانست پلکان ترقی را به سرعت طی کند و پس از رد چند پیشنهاد خارجی پیش از رسیدن به سن ۱۸ سالگی، سرانجام راهی فوتبال ترکیه شد و به تیم کوناک بلدی اسپور ترکیه پیوست.
گلنوش خسروی نخستین لژیونر فوتبال زنان ایران نیست؛ پیش از او زهرا قنبری، کوهستان خسروی و زمرد سلیمانی و چند بازیکن بانوی ایرانی دیگر بازی در لیگ‌های خارجی را تجربه کرده بودند اما وی را می‌توان جوان‌ترین دختر لژیونر فوتبال زنان ایران دانست. بازیکنی که در سن ۱۸ سالگی به لیگ ترکیه پیوست.
او در روزهای قرنطینه پیش آمده به دلیل شیوع ویروس کرونا نتوانست پس از ۱۰ ماه بازی در لیگ ترکیه، به ایران بازگردد و در قرنطینه اجباری مجبور شد تا دور از خانواده، در ترکیه روزهای قرنطینه را بگذارند؛ مسئله‌ای که باعث شد تا بیش از پیش نام او در رسانه‌های مختلف مطرح شود و مصاحبه‌های مختلفی از او به عنوان جوان‌ترین لژیونر فوتبال زنان ایران به نشر برسد.

### جشن تولد قرنطینه‌ای
قصه جشن تولد ١٩ سالگی گلنوش خسروی هم خواندنی است؛ او که به واسطه شیوع ویروس کرونا و قرنطینه اجباری اعلام شده در کشور ترکیه، به تنهایی و دور از خانواده روزهای خود را می‌گذراند جشن تولد ١٩ سالگی خود را هم به صورت انفرادی برگزار کرد که بازتاب بسیاری در رسانه‌ها داشت.

## سوابق ورزشی
او هم‌اکنون عضو تیم زنان کوناک بلدی اسپور ترکیه و تیم ملی فوتبال زیر ۲۰ سال زنان ایران می‌باشد؛ این بازیکن سابقه حضور در تیم‌های ملی زیر ۱۴ سال و زیر ۱۶ سال زنان ایران نیز دارد و از ۱۰ سالگی فوتبال خود را آغاز کرده‌است؛ اهالی فوتبال زنان ایران به او، به واسطه شباهت ظاهری و سبک بازی فوتبالی‌اش لقب «نیمار فوتبال زنان» را داده‌اند. گلنوش خسروی در هفته‌های پایانی نیم فصل نخست لیگ ترکیه، توانست با ثبت ۲ گل و ۲ پاس گل در یک مسابقه، ستاره تیمش قلمداد شود و درخششی به یاد ماندنی را برای فوتبال زنان ایران رقم بزند.
حضور ثابت و درخشان او در ترکیب کوناک بلدی اسپور باعث شده‌است تا به رغم قرارداد ۲ ساله با این باشگاه، چند پیشنهاد اروپایی برای وی مطرح شود و اگر اتفاق خاصی رخ ندهد در پایان فصل ترکیه را به مقصد یک کشور اروپایی ترک می‌کند.

### لقب «نیمار فوتبال زنان»
او هم در پست هافبک راست و هم در پست هافبک چپ نیز برای تیم کوناک بلدی اسپور ترکیه به میدان می‌رود؛ در حالی‌که اروپایی‌ها بیشتر تیم‌های قدرتی دارند ولی خسروی بازیکنی سرعتی است. همبازیان او بیشتر به‌خاطر اینکه صورت‌اش و بعضی از حرکت‌های فوتبالی او شبیه به نیمار است، به او لقب فوتبال زنان را داده‌اند. هر چند که خود معتقد است الگوی او نیمار نیست!

### پیشنهاد از لالیگا
ستاره فوتبال بانوان ایران در گفتگویی با ورزش سه اذعان داشت که در آستانه یک انتقال بزرگ قرار گرفته است و هیچ بعید نیست به زودی راهی رقابت های لالیگای اسپانیا شود و برای تیم اسپورتینگ اوئلوا به میدان برود. هر چند که او پیشنهاد دیگرش از لیگ ترکیه را هم مطرح کرد و گفت تیم بشیکتاش ترکیه هم علاقه زیادی به جذب او دارد و پیشنهادی رسمی برای جذب خسروی در بازار نقل و انتقالات تابستانه، ارائه کرده است.

## بازگشت به ایران
گلنوش خسروی پس از حدود یازده ماه دوری از ایران، تیرماه 99 و بعد از اخذ مجوز از باشگاه کوناک بلدی اسپور ترکیه و نیمه تمام ماندن سوپرلیگ ترکیه به دلیل شیوع کرونا، توانست راهی تهران شود تا پس از قریب به یکسال به ایران بازگردد؛ او بعد از اسکان چند روزه در تهران و دیدار با دراگان اسکوچیچ سرمربی تیم ملی فوتبال ایران، راهی زادگاه‌اش شاهین شهر شد و مورد استقبال همشهریان خود قرار گرفت. در مراسمی ویژه از سوی مسئولان شاهین شهر و استان اصفهان، تقدیر ویژه‌ای از وی صورت پذیرفت.